# Спортивна гімнастика на літніх Олімпійських іграх 2020 — командна першість (жінки)
Змагання зі спортивної гімнастики в командній першості серед жінок на літніх Олімпійських іграх 2020 відбудуться 25 і 27 липня 2021 року в Гімнастичному центрі Аріаке. Участь візьмуть 12 команд по 4 гімнастки в кожній.

## Передісторія
Це буде 21-ша поява цієї дисципліни на Олімпійських іграх. Уперше її провели 1928 року, у 1932 році зробили перерву, а потім проводили на кожній Олімпіаді починаючи з 1936 року. Збірна США перемогла на двох попередніх Олімпіадах.

## Кваліфікація на Олімпіаду
Під час кваліфікації в командну першість розігрувалось 12 квот: 3 з них на Чемпіонаті світу зі спортивної гімнастики 2018 (перші 3 місця) і 9 на чемпіонат світу зі спортивної гімнастики 2019 (перші 9 команд серед тих, що ще не відібрались 2018 року). 

## Розклад
| Q | Кваліфікаційний раунд | Ф | Фінал |

| Дата                      | 24 лип | 25 лип | 26 лип | 27 лип | 28 лип | 29 лип | 30 лип | 31 лип | 1 сер | 2 сер | 3 сер | 4 сер | 5 сер | 6 сер | 7 сер | 8 сер |
| ------------------------- | ------ | ------ | ------ | ------ | ------ | ------ | ------ | ------ | ----- | ----- | ----- | ----- | ----- | ----- | ----- | ----- |
| Спортивна гімнастика      |        |        |        |        |        |        |        |        |       |       |       |       |       |       |       |       |
| Командна першість (жінки) |        | Q      |        | Ф      |        |        |        |        |       |       |       |       |       |       |       |       |

## Кваліфікаційний раунд
Ці 12 команд змагаються у кваліфікаційному раунді. До фіналу виходять 8 команд, що набрали найбільшу кількість балів за сумою усіх чотирьох вправ. У фіналі кожна команда вибирає трьох гімнасток, що виконують усі вправи. Всі бали у всіх вправах додаються і дають підсумковий бал команди. Набрані під час кваліфікаційного раунду бали не враховують.
| Місце | Країна                           |        |        |        |        | Загалом |
| ----- | -------------------------------- | ------ | ------ | ------ | ------ | ------- |
| 1     | Олімпійський комітет Росії (ROC) | 43.832 | 44.565 | 41.599 | 41.633 | 171.629 |
| 2     | США (USA)                        | 44.199 | 43.866 | 41.332 | 41.165 | 170.562 |
| 3     | Китай (CHN)                      | 42.366 | 42.633 | 42.399 | 39.465 | 166.863 |
| 4     | Франція (FRA)                    | 43.665 | 42.198 | 39.899 | 38.799 | 164.561 |
| 5     | Бельгія (BEL)                    | 41.066 | 43.099 | 40.465 | 39.265 | 163.895 |
| 6     | Велика Британія (GBR)            | 43.199 | 40.699 | 39.199 | 40.599 | 163.396 |
| 7     | Італія (ITA)                     | 42.766 | 41.866 | 38.799 | 39.899 | 163.330 |
| 8     | Японія (JPN)                     | 42.432 | 39.632 | 39.999 | 40.599 | 162.662 |